# Cris Cab
Cristian Cabrerizo, más conocido como Cris Cab (Miami, Florida; 21 de enero de 1993), es un músico estadounidense de origen cubano. Ha publicado una serie de EP y ha llegado a ser bien conocido con su éxito "Liar Liar". Tiene un contrato con Island Def Jam Records e Island Records. Sus canciones son una fusión de pop, reggae y soul.

## Biografía
Cris Cab comenzó con la música a una edad muy Temprana. Nacido de padres cubanos en Miami, Florida, pasó los veranos en las Bahamas para ampliar sus gustos musicales. A los 14 años, su padre le compró su primera sesión de estudio. A los 15 años, sus primeros demos llamaron la atención de Pharrell Williams, el cual también se convirtió en su mentor. En línea había varios artículos hablando de cris, incluso apareció en los blogs de Perez Hilton.
La firma con la primera discográfica, lanzó su debut Foreword EP en 2011 y su sencillo "Good Girls". Wyclef Jean se reunió con él en una gira y se convirtió en un segundo mentor para él y en el cual grabó "She's So Fly" con él.
En 2012 Cris Cab lanzó un mixtape de larga duración, con la colaboración de Pharrell Williams, Mavado, Wyclef Jean, Melanie Fiona, Shaggy, Daytona, Marc Roberge (de OAR) y firmó con Mercury Records. Su sencillo "Good Girls (Don't Grow on Trees)" fue escrito por Pharrell Williams y producido por Wyclef Jean, y cuenta con sección de rap por Big Sean.
Su canción "Paradise (On earth)" fue incluida en la banda sonora de NBA 2K14.
Su fama internacional llegó con "Liar Liar", lanzado en Island Def Jam Records que ha trazado en Alemania, Francia, Países Bajos y Bélgica. El lanzamiento fue acompañado por un video musical con apariciones de Pharrell Williams. " Liar Liar "alcanzó su máxima en la tabla de iTunes en todo el mundo en el # 34.

## Discografía

### Álbumes
| Álbum | Posición | Posición | Posición | Posición | Posición | Posición | Certificación | Notas                              |
| Álbum | BEL (Vl) | BEL (Wa) | FRA      | GER      | NED      | SWI      | Certificación | Notas                              |
| --- | -------- | -------- | -------- | -------- | -------- | -------- | ------------- | ---------------------------------- |
| Where I Belong - Tipo: Álbum - Lanzamiento: 2 de septiembre de 2014 (US) - Discográfica: Universal Music, Island Def Jam, EMI | 72       | 120      | 54       | 87       | 77       | 26       |               | \| N.º \| Título \| Duración \| \| |
| N.º | Título   | Duración |          |          |          |          |               |                                    |